# Declaració de Friburg sobre els Drets Culturals
La Declaració de Friburg sobre Drets Culturals és una declaració publicada el dia 7 de maig de 2007 a la Universitat de Friburg i l'endemà, 8 de maig de 2007 al Palau de les Nacions de Ginebra. El text va ser presentat per l'Observatori de la Diversitat i els Drets Culturals, juntament amb l'Organització Internacional de la Francofonia i la UNESCO. La Declaració de Friburg va ser recolzada per més cinquanta experts en drets humans, així com per una plataforma de diverses organitzacions.

## Context
Els drets culturals tenen una posició especial dins dels drets humans. Així com la major part dels drets humans es refereixen inicialment a individus, els drets culturals es refereixen als individus en tant que membres d'una comunitat. Els drets culturals protegeixen els individus i les cultures davant d'altres comunitats o fins i tot davant dels Estats.
El 1998 la Unesco va redactar un esborrany de declaració de drets culturals que no va tirar endavant. Deu anys després, un equip d'investigadors de l'Observatori de la Diversitat i els Drets Culturals de la Universitat de Friburg, en col·laboració amb la Unesco i l'Organització Internacional per la Francofonia, van agafar aquell esborrany i el van adaptar a les necessitats del moment. El seu documentant argumenta que bona part dels conflictes del present són deguts a violacions dels drets culturals. És per aquest motiu que els redactors van defensar la creació d'un marc normatiu que servís per complementar la Declaració Universal de la UNESCO sobre la Diversitat Cultural, amb l'objectiu de fomentar unes millors pautes de convivència a nivell global, que es basin en el reconeixement mutu entre cultures.
La declaració es va basar en la conclusió que "la universalitat i la indivisibilitat dels drets humans encara pateixen a conseqüència de la marginació dels drets culturals, i diversos drets culturals es van agrupar en aquest document per garantir la seva visibilitat i coherència i promoure la seva realització completa ". El text també ofereix una visió detallada dels drets culturals i també va definir el concepte de identitat cultural.